# Burkhard Bamberger
Burkhard Bamberger (* 20. Dezember 1964 in Bad Mergentheim) ist ein deutscher Manager. Er war Finanzvorstand der Loewe AG von 1998 bis 2006 und Group CFO der Douglas Holding AG von 2006 bis 2013.

## Werdegang
Nachdem Bamberger das Abitur am Deutschorden-Gymnasium Bad Mergentheim abgelegt hatte, studierte er Betriebswirtschaftslehre (Diplom-Kaufmann) an der Otto-Friedrich-Universität Bamberg. Im Jahre 1994 promovierte er zum Thema Der Erfolg von Unternehmensakquisitionen in Deutschland : eine theoretische und empirische Untersuchung. 1995 legte Bamberger das CPA (Certified Public Accountant) Examen im US-Bundesstaat Montana ab.
Bamberger war Manager bei KPMG in Frankfurt und Chicago. Mehr als acht Jahre arbeitete er im Bereich Corporate Finance und betreute Mergers&Acquisitions. Danach wechselte er als CFO zur Loewe AG (SDAX) und verantwortete deren Börsengang. Im Anschluss war er für neun Jahre Group CFO der Douglas Holding AG (MDAX). Nach der Übernahme durch Advent International wurde die Gruppe Douglas, Thalia, Christ, Appelrath Cüpper und Hussel delisted und zerschlagen. Nach dem Rückzug von der Börse lehrte er Corporate Finance an der International School of Management und der European Business School. Weiterhin begleitet er strategische Finanzthemen als Beirat in mehreren Unternehmen. Darüber hinaus spezialisierte er sich auf Testamentsvollstreckungen im Unternehmensbereich.
Burkhard Bamberger ist verheiratet und hat drei Söhne.

## Weitere Tätigkeiten
Bamberger ist Vorstandsvorsitzender der Medardus Stiftung. Die Stiftung bekam besondere Aufmerksamkeit im Mai 2019, nachdem sie 100.000 Euro an ein Hospiz spendete.
Von 2007 bis 2010 war Burkhard Bamberger Mitglied des Nord-West Regional Advisory Committees der Commerzbank AG.
Von 2003 bis 2006 war Burkhard Bamberger Vorstandsmitglied des Deutschen Aktieninstituts.

## Veröffentlichungen
- Burkhard Bamberger: Der Erfolg von Unternehmensakquisitionen in Deutschland: Eine theoretische und empirische Untersuchung. Bergisch Gladbach: Eul Verlag. 1994.
- Burkhard Bamberger: Empirical Analysis of VDAX and VSTOXX as Major Volatility Indices in the EU Including Forecasting Tools. Journal of Financial Risk Management Vol.08 No.04, 2019.